# Andrew Bergman
Andrew Bergman (Queens, Nueva York, 20 de febrero de 1945) es un realizador de cine estadounidense. Conocido por la dirección del filme Striptease en 1996, protagonizado por la actriz Demi Moore.

## Filmografía
- 2000 - Isn't She Great
- 1996 - Striptease
- 1994 - It Could Happen to You
- 1992 - Honeymoon in Vegas
- 1990 - El novato (The Freshman)
- 1981 - Profesor a mi medida (So Fine)
- 1974 - Blazzing Saddles (Banzé en el Oeste)

## Premios
- Recibió una nominación a los premios BAFTA al mejor argumento, por Banzé en el Oeste (1974).
- Ganó el premio Framboesa de Oro de peor realizador, por ''Striptease (1996).
- Ganó el Framboesa de Oro de peor argumento, por Striptease (1996).